# C.W.K. Gleerup

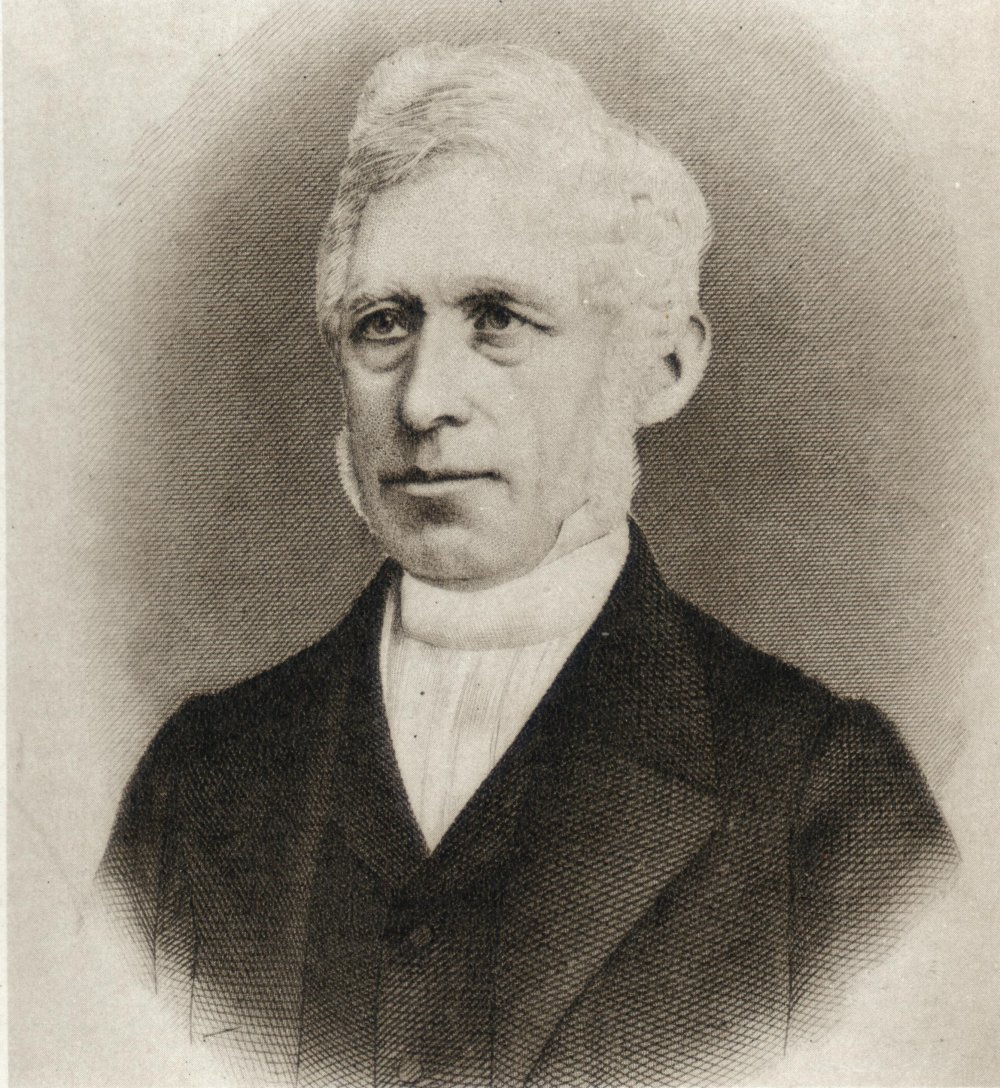
Christian Gleerup

Christian Wilhelm Kyhl Gleerup (mer känd som C.W.K. Gleerup), född den 26 september 1800 i Ålborg i Danmark, död den 8 november 1871 i Lund, var en danskfödd svensk bokhandlare och förläggare. Han var halvbror till Asmund Christian Gleerup.

## Biografi
C.W.K. Gleerup var son till titulärkrigsrådet Niels Georg Gleerup. Han gick i tyska skolan i Ålborg och kom efter kortare anställningar i Ålborg och Helsingör 1823 till Köpenhamn, där han under några år arbetade i den Gyldendalska bokhandeln. År 1825 överflyttade han från Köpenhamn till Lund där han 1826 öppnade en boklåda, som snart utvidgades med utländska förbindelser. År 1827 blev Gleerup universitetsbokhandlare. Understödd av Henrik Reuterdahl, sedermera ärkebiskop, och andra akademiska lärare började Gleerup också förlagsverksamhet, som även den blev betydande. Dess främsta område blev den religiösa litteraturen, men även språkvetenskapliga och andra vetenskapliga arbeten samt skolböcker förlades. Han försäkrade sig även om säkra leveranser av papper genom avtal med Klippans pappersbruk och Stjärnarps pappersbruk där ensamrätt på uppköp av allt papper. Genom Gleerups försiktighet inom förlagsverksamheten växte förlaget sakta men säkert. År 1861 överläts skötseln av bokhandeln på sonen Jacob Gleerup, medan han själv behöll kontrollen över förlaget fram till sin död.
Efter Gleerups död delades hans företag i tre delar: boklådan, en pappershandel och bokförlaget. Av dessa kvarstår den alltjämt existerande Gleerupska universitetsbokhandeln (numera ägd av Akademibokhandeln). Han grundade även Gleerups förlag och var i många år förläggare åt Esaias Tegnér.
Gleerup fick 16 barn med sin fru Anna Catharina Stäck (1808-1875), syster till konstnären Josef Magnus Stäck. Bland dessa märktes bokförläggaren Jacob Gleerup och med honom blev Gleerups förlag stort och erkänt. 
Det var Gleerup som gav Nicolovius i uppdrag att skriva Folklivet i Skytts härad. Makarna Gleerup är begravda på Östra kyrkogården i Lund.

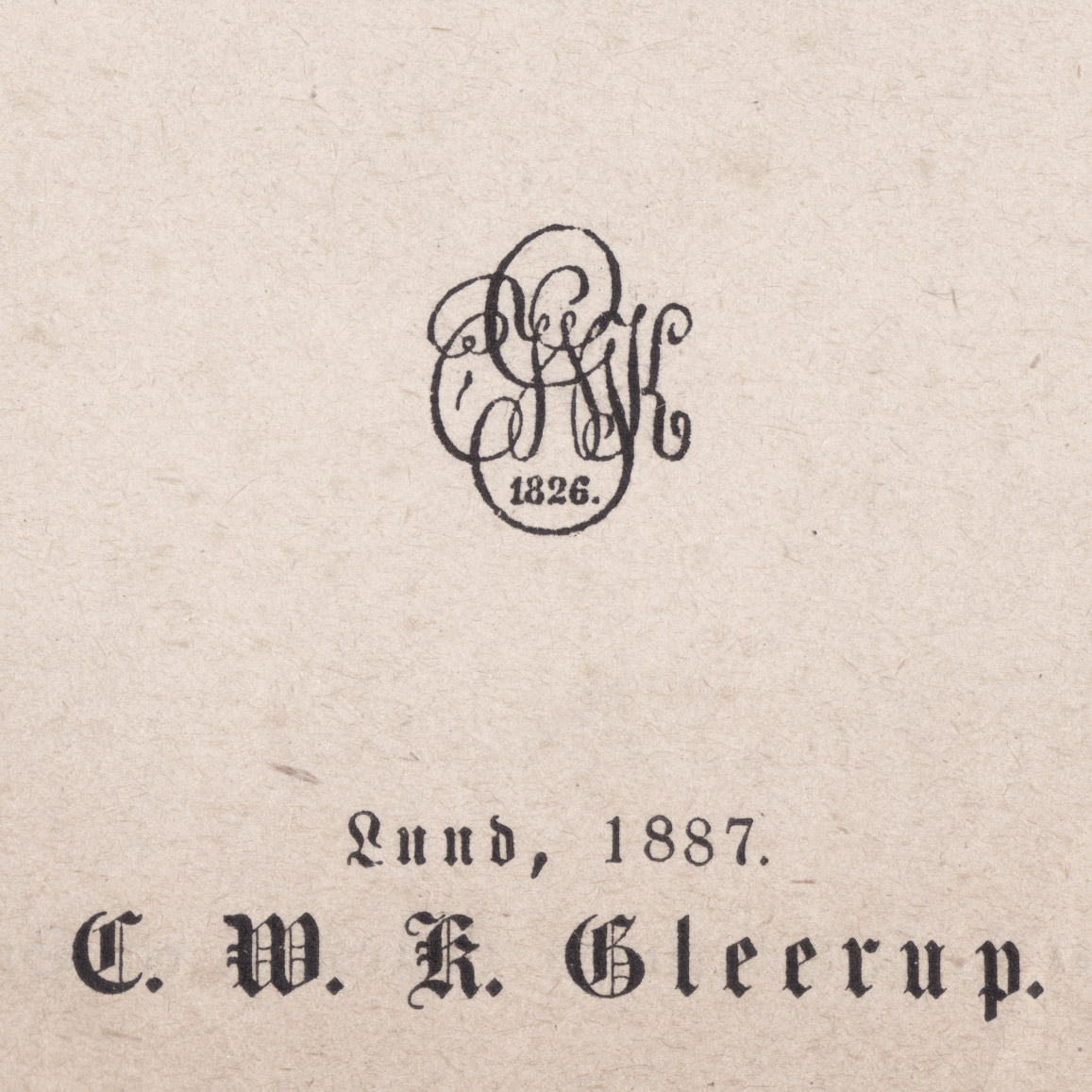
C. W. K. Gleerups sigill 1887